# لیلیان برایتویت

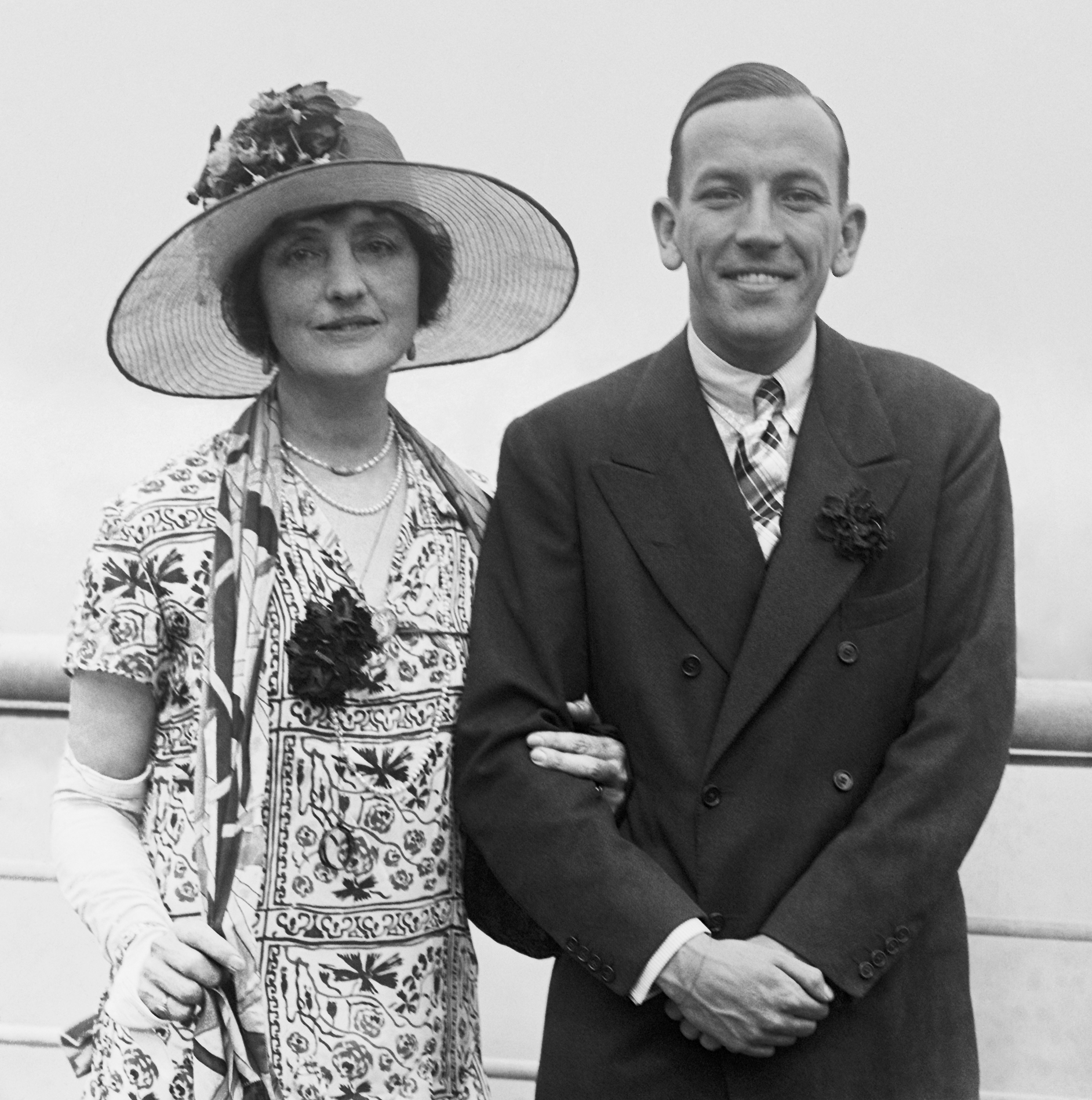

لیلیان برایتویت (انگلیسی: Lilian Braithwaite؛ ۹ مارس ۱۸۷۳ – ۱۷ سپتامبر ۱۹۴۸) یک هنرپیشه اهل انگلستان بود.

## بخشی از فیلمشناسی
از فیلم‌ها یا برنامه‌های تلویزیونی که وی در آن نقش داشته‌است می‌توان به آثار زیر اشاره کرد.
- عدالت (فیلم ۱۹۱۷) (۱۹۱۷)
- دامبی و پسر (فیلم) (۱۹۱۷)
- انحطاط (۱۹۲۷)